# مدو کالس
مدو کالس (به انگلیسی: Madu Kalas) یک روستا در پاکستان است که در ناحیه جهلم واقع شده‌است.